# ريتشارد إليس (كاتب)
ريتشارد إليس (بالإنجليزية: Richard Ellis) هو عالم الأحياء البحرية ورسام وكاتب أمريكي، ولد في 2 أبريل 1938 في نيويورك في الولايات المتحدة.